# Julio Pereira Larraín
Julio Luis Pereira Larraín (Santiago, 11 de septiembre de 1907-Santiago, 28 de enero de 1978) fue un abogado, empresario y político conservador chileno. Se desempeñó como diputado, senador, y ministro de Estado —en la cartera de Defensa Nacional— durante el gobierno del presidente Jorge Alessandri entre 1961 y 1963.

## Familia y estudios
Nació en Santiago de Chile el 11 de septiembre de 1907, hijo de Julio Pereira Íñiguez (hermano del abogado y político Ismael Pereira Íñiguez, quien fuera diputado durante tres periodos legislativos consecutivos, desde 1912 hasta 1924) y Luz Larraín García Moreno. Realizó sus estudios primarios y secundarios en el Liceo Alemán de Santiago, y los superiores en la Facultad de Derecho de la Pontificia Universidad Católica (PUC), donde obtuvo numerosas distinciones por sus brillantes estudios; se recibió de abogado en el año 1931, con la tesis titulada El contrato de mutuo.
Se casó en noviembre de 1931 con María Teresa Larraín Vial, con quien tuvo cinco hijos: Julio Luis, Fernando, María Teresa —historiadora—, Luz y Jaime.

## Carrera profesional
Una vez titulado, se incorporó a desempeñar su profesión en el Banco de Chile, entidad financiera en la que permaneció hasta 1934. Recibió premios por sus trabajos en derecho penal, derecho civil, filosofía del derecho y otros.
Entre otras actividades, fue director de la Compañía de Seguros La Chacabuco; vicepresidente de la Sociedad Viña Santa Carolina; miembro de la Sociedad Nacional de Agricultura (SNA) y del Club Hípico de Santiago.

## Carrera política
Ingresó tempranamente al Partido Conservador, fue presidente y vicepresidente de la Juventud Conservadora; desempeñó tareas de alta responsabilidad encargadas por la junta ejecutiva de la colectividad, a la que perteneció por largos períodos.

### Diputado
En las elecciones parlamentarias de 1932, fue elegido como diputado por la 7.ª Agrupación Departamental de Santiago, 3° distrito, por el período legislativo 1933-1937. Durante su gestión integró la Comisión Permanente de Defensa Nacional y fue diputado reemplazante en la de Constitución, Legislación y Justicia.
Volvió a ser reelegido como diputado en representación de la misma agrupación y distrito, por el período 1937-1941, presidiendo la Comisión Permanente de Trabajo y Legislación Social. De la misma manera, fue reelegido por el período 1941-1945, integrando la Comisión Permanente de Trabajo y Legislación Social y como diputado reemplazante, la Comisión Permanente de Constitución, Legislación y Justicia. Por última vez obtuvo la reelección, por el período 1945-1949, en el cual integró la Comisión Permanente de Trabajo y Legislación Social.

### Senador
En las elecciones parlamentarias de 1949, fue elegido como senador de la República en representación de la Sexta Agrupación Provincial (correspondiente a las provincias de Curicó, Talca, Linares y Maule), en la zona centro-sur del país, por el periodo 1949-1957. En la cámara alta, fue miembro como reemplazante, en la Comisión Permanente de Relaciones Exteriores y Comercio y en la de Defensa Nacional; y presidió la Comisión Permanente de Educación Pública; integró también la de Obras Públicas y Vías de Comunicación; la de Trabajo y Previsión Social y la de Constitución, Legislación y Justicia.
En las elecciones parlamentarias de 1957, decidió no postular a la reelección por nuevo período senatorial y se consagró al estudio de ponencias políticas y sus labores agrícolas; explotó la hacienda y criadero "Mallermo", en Alcones.

### Ministro de Estado
El 26 de agosto de 1961 fue nombrado como ministro de Defensa Nacional por el presidente Jorge Alessandri. Dejó el cargo el 26 de septiembre de 1963, siendo reemplazado por Carlos Vial Infante, quien había desempeñado el mismo puesto al inicio de la administración de Alessandri, en 1958.
Durante el ejercicio de su cargo, realizó una labor relevante de comprensión cabal del papel de las Fuerzas Armadas; recorrió una a una todas las guarniciones militares, navales y aéreas, desde Arica hasta la Antártica. Asimismo, efectuó numerosos programas de acción social respecto del personal militar y preparó, con financiamiento adecuado, un proyecto de ley para mejorar las rentas muy deficientes de los cuerpos uniformados; proyecto éste que no pudo cristalizar, por motivos ajenos a su voluntad.
Falleció en Santiago el 28 de enero de 1978, a la edad de 70 años.